# Kliebensuppe
Kliebensuppe, auch Klackerklieben, Klackerklüten usw., ist eine süße, mit Zimt gewürzte Milchsuppe mit Mehlklößen, die so hergestellt werden, dass man den Kloßteig in die kochende Suppe fließen lässt. Die vielfältigen landschaftlichen Namen stammen aus dem Niederdeutschen und leiten sich einerseits ab von Klieben (feminin, Einzahl Klief oder Kliebe), Klüten usw. – hiermit werden kleine Klößchen bezeichnet – andererseits von klackern oder klickern (hochdeutsch „kleckern“, „herabtropfen“). Die „Pommersche Kliebensuppe“ gehört zur traditionellen Pommerschen Küche.

## Zubereitung
Milch wird mit Zimt und Salz zum Kochen gebracht. Parallel wird aus Mehl, Ei, Zucker, Salz und drei-achtel Wasser ein dickflüssiger Teig zubereitet. Sobald die Milch kocht, lässt man vom Quirl oder Kochlöffel den Teig in die Milch als Faden hineinlaufen. Die Suppe lässt man bei geringer Wärmezufuhr weiterkochen, bis die Klieben oben schwimmen. Serviert wurde die Suppe heiß.

## Verbreitung
Kliebensuppe mit Schwarzbrot zählte im 19. Jahrhundert zu den traditionellen Morgenmahlzeiten der hinterpommerschen Landarbeiter, wurde aber auch zu Abend gegessen. Sie galt bereits zeitgenössischen Beobachtern als Teil einer sehr anspruchslosen, bodenständigen Kost. Ob die Suppe tatsächlich mit Zucker und Zimt verfeinert wurde, ist nicht belegt; ausdrücklich erwähnt werden diese Zutaten in den zitierten Schilderungen der Landarbeiterverpflegung nicht.